# Свищовско
 Тази статия е за историко-географската област.  За общината вижте Свищов (община).  
Свищовско е историко-географска област в Северна България, около град Свищов.
Територията ѝ съвпада приблизително с някогашната Свищовска околия – днешните общини Свищов, Белене (без селата Бяла вода и Кулина вода в Никополско) и Ценово (без селата Белцов, Долна Студена и Ценово в Беленско), както и селата Божурлук, Българене, Козар Белене, Малчика и Стежерово от община Левски, Вързулица, Масларево, Павел и Страхилово от община Полски Тръмбеш, Батак, Караисен и Сломер от община Павликени и Босилковци от община Бяла. Разположена е в Средната Дунавска равнина около Свищовското плато. Граничи с Мунтения на север, Беленско на изток, Великотърновско и Ловешко на юг и Плевенско и Никополско на запад.